# V.B. 1–4
Die norwegische Dampflokomotivbaureihe V.B. 1–4 wurde 1902, 1903 und 1907 in vier Exemplaren von der Sächsischen Maschinenfabrik von Richard Hartmann in Chemnitz-Schloßchemnitz, Deutschland, mit den Fabriknummern 2741, 2742, 2825 und 3035 für die Valdresbane gebaut.

## Geschichte
Die 1901, 1902 und 1905 bestellten Nassdampf-Verbundlokomotiven erhielten nach der Lieferung (1902: Nr. 1 und Nr. 2, 1903: Nr. 3 und 1907: Nr. 4) die Namen VALDRES, LAND, EINA und FAGERNES.
Vermutlich 1929 erfolgte der Umbau der Lokomotiven in eine Heißdampfvariante. Dabei wurde das Verbundsystem ausgebaut.

## Einsatz bei Norges Statsbaner
Mit dem Auslaufen der Konzession für die private Valdresbane am 1. Juli 1937 erfolgte die Übernahme der gesamten Valdresbane sowie der Lokomotiven durch Norges Statsbaner. Dort erhielt sie die neue Baureihenbezeichnung NSB 50a sowie die neue Betriebsnummern 17 bis 20. Ihr Einsatz erfolgte zuerst im Distrikt Oslo. 50a 19 wurde am 14. September 1955 und 50a 17 am 15. Juni 1957 an den Distrikt Drammen abgegeben. 50a 18 ging im November 1953 an den Distrikt Hamar und wurde am 11. Dezember des gleichen Jahres an die Klevfos Cellulose & Papirfabrik verkauft, die in Ådalsbruk in der Gemeinde Løten, etwa 15 km östlich von Hamar, von 1888 bis 1976 bestand.

## Verbleib
Die Ausmusterung der letzten Lok, der 50a 17, erfolgte am 13. Juni 1963. Alle Lokomotiven wurden verschrottet.